# Foued Kadir
Foued Kadir (ur. 5 grudnia 1983 w Martigues) – algierski piłkarz występujący na pozycji pomocnika w FC Martigues.

## Kariera klubowa
Kadir karierę rozpoczynał od występów jako junior w klubie FC Martigues. Potem grał dla rezerw zespołu Troyes AC. W 2004 roku trafił do AS Cannes, grającego w Championnat National. Spędził tam 3 lat. W 2007 roku podpisał kontrakt z drugoligowym Amiens SC. W Ligue 2 zadebiutował 24 sierpnia 2007 w przegranym 0:1 meczu z EA Guingamp. 8 lutego 2008 w wygranym 3:1 pojedynku z EA Guingamp strzelił pierwszego gola w trakcie gry w Ligue 2. W Amiens przez 2 lata rozegrał 67 ligowych spotkań i zdobył 6 bramek.
W 2009 roku przeszedł do pierwszoligowego Valenciennes FC. W Ligue 1 pierwszy mecz zaliczył 29 sierpnia 2009 przeciwko Toulouse FC (1:0).
2 stycznia 2013 roku podpisał kontrakt z Olympique Marsylia.
31 sierpnia 2013 roku, przeszedł na zasadzie wypożyczenia do Stade Rennais FC.
| Sezon   | Klub                    | Kraj      | Rozgrywki        | Mecze | Bramki | Puchary Krajowe | Mecze | Bramki |
| ------- | ----------------------- | --------- | ---------------- | ----- | ------ | --------------- | ----- | ------ |
| 2004/05 | AS Cannes               | Francja   | National         | 15    | 3      | –               | –     | –      |
| 2005/06 | AS Cannes               | Francja   | National         | 32    | 1      | –               | –     | –      |
| 2006/07 | AS Cannes               | Francja   | National         | 32    | 5      | –               | –     | –      |
| 2007/08 | Amiens SC               | Francja   | Ligue 2          | 30    | 3      | Puchar Francji  | 2     | 0      |
| 2008/09 | Amiens SC               | Francja   | Ligue 2          | 37    | 3      | –               | –     | –      |
| 2009/10 | Valenciennes FC         | Francja   | Ligue 2          | 18    | 1      | –               | –     | –      |
| 2010/11 | Valenciennes FC         | Francja   | Ligue 2          | 12    | 4      | –               | –     | –      |
| 2011/12 | Valenciennes FC         | Francja   | Ligue 2          | 34    | 4      | Puchar Francji  | 3     | 2      |
| 2012/13 | Valenciennes FC         | Francja   | Ligue 1          | 18    | 6      | –               | –     | –      |
| 2012/13 | Olympique Marsylia      | Francja   | Ligue 1          | 14    | 0      | Puchar Francji  | 1     | 0      |
| 2013/14 | Olympique Marsylia      | Francja   | Ligue 1          | 1     | 0      | –               | –     | –      |
| 2013/14 | Stade Rennais FC (wyp). | Francja   | Ligue 1          | 28    | 6      | Puchar Francji  | 3     | 1      |
| 2014/15 | Real Betis              | Hiszpania | Liga Adelante    | 24    | 1      | Puchar Króla    | 3     | 0      |
| 2015/16 | Real Betis              | Hiszpania | Primera División | 7     | 0      | Puchar Króla    | 2     | 0      |
| 2016/17 | Getafe CF               | Hiszpania | Liga Adelante    | 6     | 0      | Puchar Króla    | 1     | 0      |
| 2016/17 | AD Alcorcón             | Hiszpania | Liga Adelante    | 17    | 0      | Puchar Króla    | 3     | 0      |
| 2017/18 | AD Alcorcón             | Hiszpania | Liga Adelante    | 10    | 0      | –               | –     | –      |

Stan na: 10 kwietnia 2018 r.